# Джиги Мейсин
Джиджи Мейсин (англ. Gigi Masin; родился 24 октября 1955) — итальянский эмбиент музыкант из Венеции.

## Дискография

### Альбомы
- 1986 - Wind
- 1989 - Les Nouvelles Musiques De Chambre Volume 2
- 1991 - The Wind Collector
- 2001 - Lontano
- 2003 - Moltitudine In Labirinto
- 2008 - The Last DJ
- 2014 - Hoshi
- 2016 - Tsuki
- 2016 - Plays Hazkarà
- 2016 - Venezia 2016